# 張銘勳
張銘勳（？—？），顺天府霸州（今河北省霸州市）人，清末民初政治人物。

## 生平
他毕业于清朝京师译学馆，奏奖举人、直隶候补通判。他是直隶谘议局议员，宪友会的发起人之一。光绪三十四年农历五月，他创立直隶自治学社讲汇所。宣统元年农历三月一日，由该所改组而成的直隶自治研究总所成立。辛亥革命时期，他曾任各省都督府代表联合会直隶代表，参加了选举第一任中华民国临时大总统的投票。中华民国成立后，他曾历任奉天盖平县行政科员、江苏实业和内务各科科员、太仓县知事。1913年11月23日，公民党直隶支部在中州会馆举行成立会，张铭勋当选副部长。